# Cardamine leucantha
Cardamine leucantha là một loài thực vật có hoa trong họ Cải. Loài này được (Tausch) O.E.Schulz mô tả khoa học đầu tiên năm 1903.